# Rudolph Aronson
Rudolph Aronson, né le 8 avril 1856 à New York et mort le 4 février 1919, est un imprésario et compositeur américain connu pour avoir fondé le Casino Theatre à New York.

## Biographie
Ses parents sont des immigrants allemands. À l'âge de six ans, il joue du piano alors qu'il est à la Grammar School No. 35 (en). Il étudie au Packard Business College, cherchant à se lancer dans les affaires, mais au vu de son potentiel, son professeur de musique Leopold von Meyer persuade ses parents de lui faire étudier le violon et le solfège,.
Le 8 juillet 1870, Aronson assiste à son premier concert avec son frère Joseph à l'Académie de musique de New York (en) dirigée par Patrick Gilmore (en). L'un des compositeurs interprété est Johann Strauss II, découverte qui incite Aronson à continuer à composer.
À seize ans, Aronson compose sa première valse intitulée Arcadian, qui est jouée pour la première fois à l'Arcadian Club. La valse est publiée le 7 septembre 1873 et jouée pour la première fois publiquement par l'orchestre de Theodore Thomas au Central Park Garden,.
Encouragé par le succès de sa valse, Aronson part peu après la mort de sa mère en voyage d'études à travers l'Europe, accompagné de ses trois sœurs. Arrivé à Paris en 1874, il est l'élève d'Émile Durand au Conservatoire de Paris où il étudie l'harmonie, le contrepoint, l'instrumentation et la composition pendant trois ans. À Paris, il réalise de nombreuses compositions dont notamment la Marche Triomphale, qui est jouée à Berlin le 17 juin 1876. En août 1876, il se rend à Bayreuth où il participe au premier Festival de Bayreuth et rapporte plus tard ses expériences à l'American Register for Paris and The Continent.
En mai 1887, à son retour de son voyage d'études, il interprète plusieurs de ses valses, initialement composées pour l'Exposition universelle, lors d'un concert au Gilmore's Garden organisé par Patrick Gilmore.
Lors d'un voyage de retour à New York, il rencontre le banquier Charles D. Lanier (en) à qui il suggère l'idée d'une salle de concert appelée « European Concert Garden », à laquelle Lanier propose le nom de « The Metropolitan Concert Hall ». Ils font alors appel à Joseph Seligman pour créer la « Metropolitan Concert Company ». Le Metropolitan Concert Hall est édifié en 1880 par l'architecte George B. Post, s'inspirant d'autres salles de concert de Berlin et de Vienne.
Après sa valse à succès Sweet Sixteen, qui se vend à plusieurs centaines de milliers d'exemplaires, il travaille sur le projet du Casino Theatre, sur lequel il souhaite aménager le premier jardin sur toit au monde. Il repart en Europe, où il visite de nombreux jardins, dont le Kroll's Garten à Berlin et le Volksgarten à Vienne,.

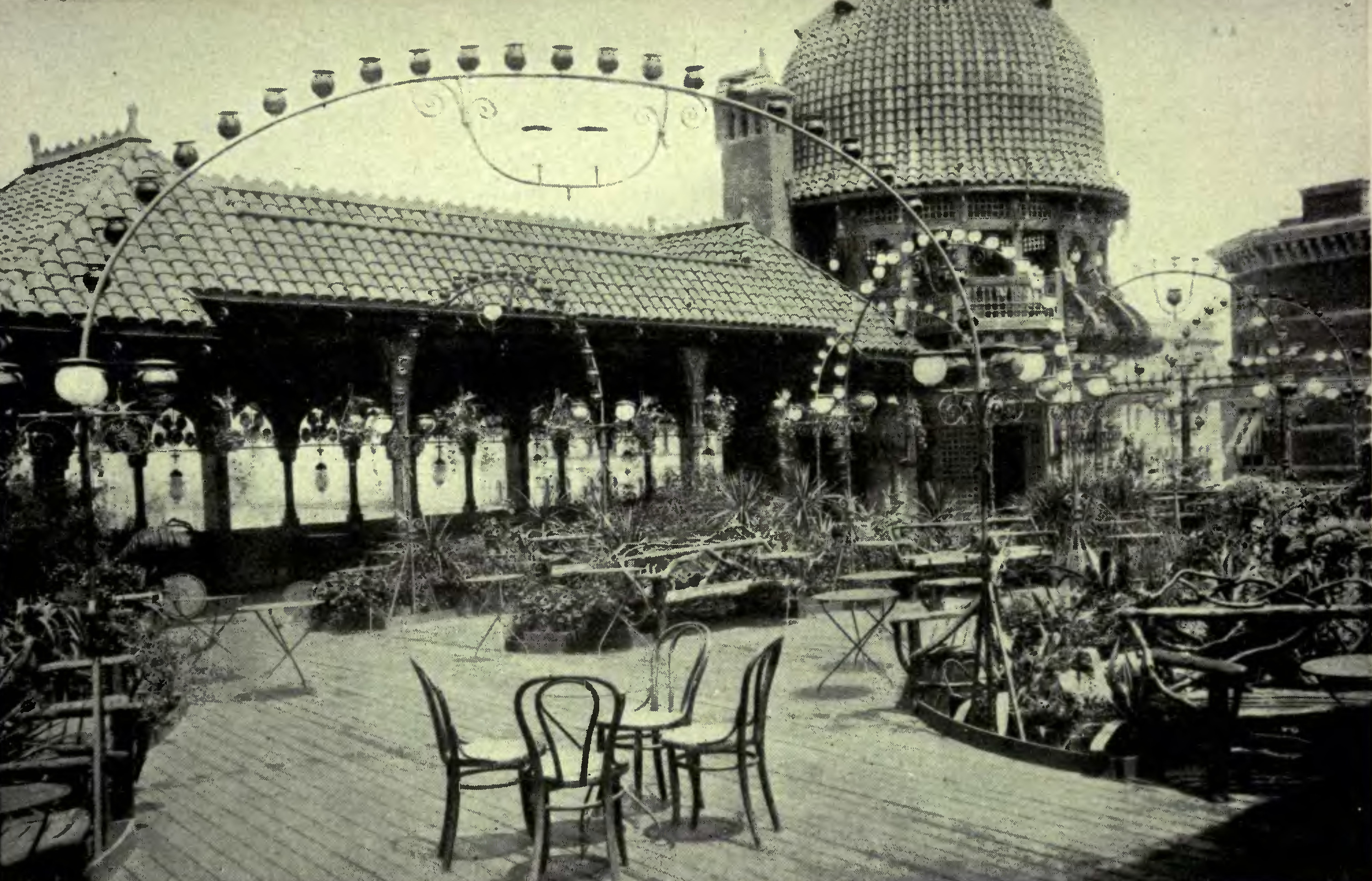
Le jardin sur le toit du Casino Theatre, vers 1880.

De retour à New York en avril 1881, il commence à lever des capitaux en suggérant l'idée d'un casino européen à plusieurs riches hommes d'affaires. Il fonde la « New York Casino Company », qui doit son nom au Newport Casino (en). Le bâtiment conçu par Francis H. Kimball et Thomas Wisedell, tous deux à l'origine sceptiques quant à l'idée d'un jardin sur le toit, arguant que le poids des personnes serait trop lourd à supporter pour le toit, mais Aronson insiste et la construction commence en décembre 1881.
En janvier 1882, Aronson retourne en Europe pour faire la promotion de son théâtre. Il rend visite à Johann Strauss II puis à Émile Waldteufel, qui refusent tous deux de s'y produire.
De retour en avril 1882, Aronson veut que le bâtiment soit achevé le plus rapidement possible et presse les architectes. Le bâtiment est achevé le 11 septembre 1882 et visité à plusieurs reprises par le poète Edwin Arnold qui a déclare que c'est « le plus bel exemple d'architecture mauresque qu'il ait rencontré ». Le 22 octobre 1882, le premier concert est donné par les compagnies d'opéra de Maurice Grau et un orchestre composé de soixante musiciens sous la direction d'Aronson.
Aronson a construit et géré des hôtels à New York et à Porto Rico jusqu'à sa mort le 4 février 1919.

### Source
- Rudolph Aronson, Theatrical and Musical Memoirs, New York, McBride, Nast & Co., 1913 (ISBN 978-1-34665-648-9)